# X²O Badkamers Trofee 2024-2025
Navigation
2023-2024 2025-2026
Le X²O Badkamers Trofee 2024-2025 est la 38e édition du trophée cyclo-cross X²O Badkamers Trofee. Il est composé de huit manches ayant lieu en Belgique entre le 1er novembre 2024 et le 16 février 2025. Toutes les courses font partie du Calendrier de la saison de cyclo-cross 2024-2025. Elles donnent lieu à un classement général au temps.
Un seul changement sur les huit manches par rapport à celles de l'édition précédente : le Rapencross de Lokeren remplace l'Urban Cross de Courtrai.

## Fonctionnement
Les temps réalisés lors de chaque manche par les participants sont cumulés, donnant lieu à un classement général au temps, contrairement à la plupart des autres compétitions de cyclo-cross. Il existe trois classements : hommes élites, femmes élites et hommes espoirs.
En cas d'absence, d'abandon ou de retard de plus de cinq minutes sur le temps du vainqueur, les participants sont crédités du temps du vainqueur de la manche (hors-bonifications) auquel on ajoute cinq minutes. Trois sprints intermédiaires permettent également de remporter des secondes de bonifications lors de chaque épreuve : 15 secondes de bonus lors du 1er sprint intermédiaire, 10 secondes lors du 2e et 5 secondes lors du 3e.

## Hommes élites

### Résultats
| # | Date         | Lieu                                         | Vainqueur              | Deuxième          | Troisième         | Leader du classement général |
| - | ------------ | -------------------------------------------- | ---------------------- | ----------------- | ----------------- | ---------------------------- |
| 1 | 1er novembre | Audenarde (Koppenbergcross)                  | Lars van der Haar      | Eli Iserbyt       | Toon Aerts        | Lars van der Haar            |
| 2 | 10 novembre  | Lokeren (Rapencross)                         | Thibau Nys             | Niels Vandeputte  | Jente Michels     | Lars van der Haar            |
| 3 | 17 novembre  | Hamme (Flandriencross)                       | Niels Vandeputte       | Eli Iserbyt       | Felipe Orts       | Lars van der Haar            |
| 4 | 14 décembre  | Herentals (Herentals Crosst)                 | Michael Vanthourenhout | Pim Ronhaar       | Laurens Sweeck    | Eli Iserbyt                  |
| 5 | 1er janvier  | Baal (Grand Prix Sven Nys)                   | Eli Iserbyt            | Pim Ronhaar       | Emiel Verstrynge  | Eli Iserbyt                  |
| 6 | 3 janvier    | Coxyde (Duinencross)                         | Laurens Sweeck         | Tibor Del Grosso  | Toon Aerts        | Eli Iserbyt                  |
| 7 | 9 février    | Lille (Krawatencross)                        | Laurens Sweeck         | Toon Aerts        | Eli Iserbyt       | Eli Iserbyt                  |
| 8 | 16 février   | Bruxelles (Brussels Universities Cyclocross) | Michael Vanthourenhout | Joris Nieuwenhuis | Lars van der Haar | Eli Iserbyt                  |

### Classement général
| Pos | Coureur                |    | Temps          |
| --- | ---------------------- | -- | -------------- |
| 1   | Eli Iserbyt            | en | 8 h 7 min 46 s |
| 2   | Toon Aerts             | +  | 3 min 38 s     |
| 3   | Pim Ronhaar            | +  | 8 min 13 s     |
| 4   | Lars van der Haar      | +  | 9 min 2 s      |
| 5   | Niels Vandeputte       | +  | 11 min 2 s     |
| 6   | Michael Vanthourenhout | +  | 11 min 12 s    |
| 7   | Laurens Sweeck         | +  | 12 min 34 s    |
| 8   | Toon Vandebosch        | +  | 13 min 6 s     |
| 9   | Jente Michels          | +  | 18 min 46 s    |
| 10  | Jens Adams             | +  | 19 min 48 s    |

## Femmes élites

### Résultats
| # | Date         | Lieu                                         | Vainqueur       | Deuxième                 | Troisième       | Leader du classement général |
| - | ------------ | -------------------------------------------- | --------------- | ------------------------ | --------------- | ---------------------------- |
| 1 | 1er novembre | Audenarde (Koppenbergcross)                  | Fem van Empel   | Lucinda Brand            | Sara Casasola   | Fem van Empel                |
| 2 | 10 novembre  | Lokeren (Rapencross)                         | Lucinda Brand   | Ceylin Alvarado          | Sara Casasola   | Lucinda Brand                |
| 3 | 17 novembre  | Hamme (Flandriencross)                       | Ceylin Alvarado | Lucinda Brand            | Sara Casasola   | Lucinda Brand                |
| 4 | 14 décembre  | Herentals (Herentals Crosst)                 | Fem van Empel   | Lucinda Brand            | Ceylin Alvarado | Lucinda Brand                |
| 5 | 1er janvier  | Baal (Grand Prix Sven Nys)                   | Fem van Empel   | Lucinda Brand            | Puck Pieterse   | Lucinda Brand                |
| 6 | 3 janvier    | Coxyde (Duinencross)                         | Puck Pieterse   | Lucinda Brand            | Fem van Empel   | Lucinda Brand                |
| 7 | 9 février    | Lille (Krawatencross)                        | Lucinda Brand   | Inge van der Heijden     | Manon Bakker    | Lucinda Brand                |
| 8 | 16 février   | Bruxelles (Brussels Universities Cyclocross) | Sara Casasola   | Marion Norbert-Riberolle | Lucinda Brand   | Lucinda Brand                |

### Classement général
| Pos | Coureuse                 |    | Temps           |
| --- | ------------------------ | -- | --------------- |
| 1   | Lucinda Brand            | en | 5 h 50 min 25 s |
| 2   | Annemarie Worst          | +  | 15 min 15 s     |
| 3   | Sara Casasola            | +  | 17 min 7 s      |
| 4   | Manon Bakker             | +  | 18 min 53 s     |
| 5   | Fem van Empel            | +  | 19 min 25 s     |
| 6   | Sanne Cant               | +  | 19 min 55 s     |
| 7   | Marion Norbert-Riberolle | +  | 22 min 1 s      |
| 8   | Ceylin Alvarado          | +  | 24 min 42 s     |
| 9   | Inge van der Heijden     | +  | 26 min 17 s     |
| 10  | Denise Betsema           | +  | 26 min 32 s     |

## Hommes espoirs

### Résultats
| # | Date         | Lieu                                         | Vainqueur           | Deuxième             | Troisième            | Leader du classement général |
| - | ------------ | -------------------------------------------- | ------------------- | -------------------- | -------------------- | ---------------------------- |
| 1 | 1er novembre | Audenarde (Koppenbergcross)                  | Viktor Vandenberghe | Sil De Brauwere      | Kenay De Moyer       | Viktor Vandenberghe          |
| 2 | 10 novembre  | Lokeren (Rapencross)                         | David Haverdings    | Kay De Bruyckere     | Guus van den Eijden  | Sil De Brauwere              |
| 3 | 17 novembre  | Hamme (Flandriencross)                       | Yordi Corsus        | Guus van den Eijnden | David Haverdings     | Sil De Brauwere              |
| 4 | 14 décembre  | Herentals (Herentals Crosst)                 | Tibor Del Grosso    | Kay De Bruyckere     | David Haverdings     | David Haverdings             |
| 5 | 1er janvier  | Baal (Grand Prix Sven Nys)                   | Kay De Bruyckere    | Yordi Corsus         | Seppe Van den Boer   | Kay De Bruyckere             |
| 6 | 3 janvier    | Coxyde (Duinencross)                         | Kay De Bruyckere    | Yordi Corsus         | Keije Solen          | Kay De Bruyckere             |
| 7 | 9 février    | Lille (Krawatencross)                        | Yordi Corsus        | Guus van den Eijnden | Kay De Bruyckere     | Kay De Bruyckere             |
| 8 | 16 février   | Bruxelles (Brussels Universities Cyclocross) | Kay De Bruyckere    | Yordi Corsus         | Guus van den Eijnden | Kay De Bruyckere             |

### Classement général
| Pos | Coureur             |    | Temps           |
| --- | ------------------- | -- | --------------- |
| 1   | Kay De Bruyckere    | en | 6 h 41 min 27 s |
| 2   | Yordi Corsus        | +  | 2 min 16 s      |
| 3   | Seppe Van den Boer  | +  | 9 min 13 s      |
| 4   | Viktor Vandenberghe | +  | 9 min 30 s      |
| 5   | Guus van den Eijden | +  | 10 min 57 s     |
| 6   | Kenay De Moyer      | +  | 12 min 45 s     |
| 7   | Sil De Brauwere     | +  | 14 min 8 s      |
| 8   | David Haverdings    | +  | 15 min 11 s     |
| 9   | Stan Van Grieken    | +  | 15 min 27 s     |
| 10  | Robbe Marchand      | +  | 20 min 56 s     |